# Place d'Arménie (Clermont-Ferrand)
La place d'Arménie, anciennement nommée place des Vignerons est une place située à Clermont-Ferrand. Située dans l'ancien quartier de Saint-Alyre, elle est inaugurée en juillet 2022 afin de rendre hommage aux victimes du génocide des Arméniens de 1915.

## Situation et accès
Elle est située dans le quartier historique de Saint-Alyre. Elle comprend un square mais aussi un grand carrefour routier où se rejoignent plusieurs voies.
Ce sont d'abord des grands axes avec les rues du Pont Naturel à l'Est, la rue Pierre Bresset à l'Ouest et les rues Paul Diomède et des Portes d'Argent au Nord. Les petites rues historiques de l'Ouest du quartier Saint-Alyre, c'est-à-dire les rues de Serbie et Saint-Arthème, la rejoigne au Sud-Est.

## Origine du nom

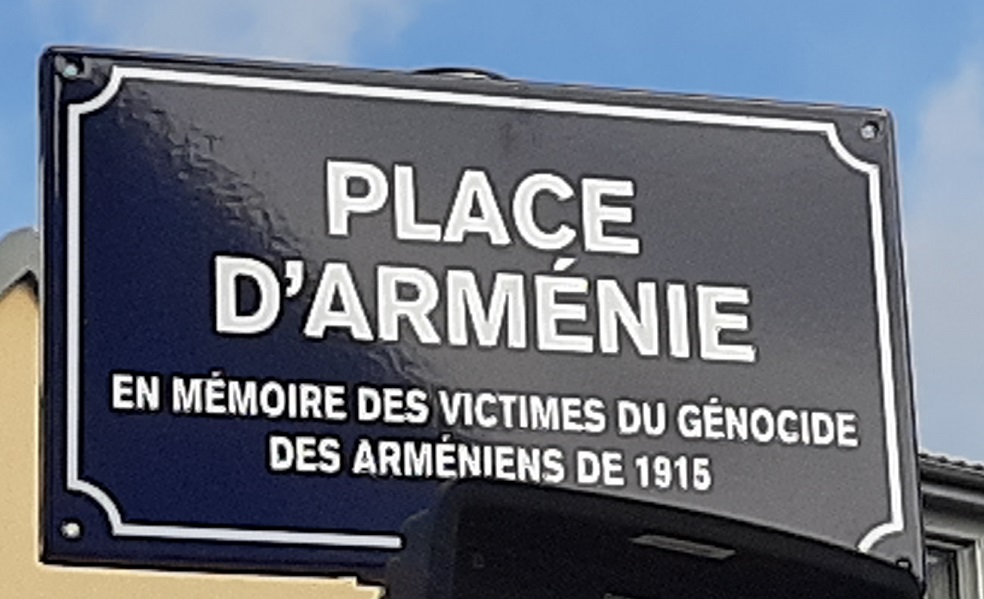
Panneau de la place d'Arménie installé en 2022 avec la mention En mémoire des victimes du génocide des Arméniens de 1915.

Le nom de la place rend hommage aux victimes du génocide arménien de 1915.

## Historique
Le premier nom de cette place est place de Fontgiève, du nom du quartier dont elle était un des points centraux sous l'Ancien Régime. C'est en 1923 que la place est renommée « place des Vignerons », nom qu'elle gardera jusqu'au début du XXIe siècle. 
Son nom actuel de place d'Arménie lui a été officiellement donné en juillet 2022 sur la proposition de l'association « Rencontres et Culture Arméniennes ».
Elle a été inaugurée le 19 juillet 2022 en présence du maire Olivier Bianchi et d'Hasmik Tolmajian, ambassadrice d'Arménie en France,, de Levon Davtian, consul de la république d'Arménie à Lyon et de Claudine Khatchadourian, la présidente de l’association RCA Auvergne.

## Bâtiments remarquables et lieux de mémoire
Elle accueille depuis le 24 avril 2015, date nationale de la journée de commémoration du génocide arménien, la stèle en mémoire du génocide des arméniens de Clermont-Ferrand. Elle fut inaugurée par le maire de Clermont-Ferrand Olivier Bianchi, des associations et par la municipalité de Clermont-Ferrand.